# 路易斯安那州州旗
路易斯安那州州旗（英語：Flag of Louisiana）为美国路易斯安那州的官方旗帜。该旗帜为蓝色长方形，上面印有一只正在用自己的鲜血喂养雏鸟的鹈鹕，而鹈鹕的下方则印有一根白色的缎带，上面印着路易斯安那州格言“联盟、正义、信心”。由于旗帜上印有鹈鹕图案，因此这面旗帜有时也被称为鹈鹕旗。

## 历史
早在1812年路易斯安那州建州伊始，褐鹈鹕的形象就已经开始出现在州徽以及民兵组织的制服之上。在1912年正值路易斯安那州建州一百周年之际，路易斯安那州议会首次规定州旗上的图案为用鲜血饲喂雏鸟的鹈鹕。不过这项法律仅规定了鹈鹕的颜色为白色，对其他细节并未做明确规定，这就导致每面旗帜的图案不尽相同。根据路易斯安那州19世纪的传统，在这一图案中鹈鹕胸前会有三滴血。但是在接下来的很长一段时间里，不论是州旗还是州徽上的图案时候会忽略这一点。直到后来霍马范德比尔特天主教高中的一个八年级学生发现了这一问题，才引起了路易斯安那州议员的关注。
2006年5月25日，路易斯安那州颁布了一项法律，其中规定“必须在州旗上的鹈鹕图案上以合理的方式印着三滴血”。不过此时仍未对其具体标准进行规范，直到2010年11月22日才推出经过规范化后的版本。规范版州旗的设计者为来自巴吞鲁日的艺术家小柯蒂斯·范恩，他在设计图案时采用了更为逼真的褐鹈鹕图案。尽管法律规定了鹈鹕的颜色为白色，但他在设计图案时给鹈鹕添加了黄褐色的头冠。此外他还将旗帜的底色设定为蔚蓝色，并去除了下方缎带上的“AND”字样。
|               |               |            |
| 1912年–2006年 | 2006年–2010年 | 2010年至今 |

### 第一面州旗
早在1861年2月11日，路易斯安那州便采用了其历史上第一面州旗。这面旗帜包含了蓝红白三色条纹共十三条，左上方为红色长方形，上面印有一颗黄色五角星。这面旗帜为美利坚联盟国时期的路易斯安纳州州旗，一直被使用至南北战争结束。
|                  |                  |                          |
| 1861年提议的州旗 | 1861年提议的州旗 | 1861年至1865年采用的州旗 |

## 象征意义
在中世纪的传说中，人们认为鹈鹕非常在意雏鸟的繁育，他们甚至会在食物匮乏时用自己的鲜血饲喂幼雏。这一鹈鹕的形象被称为“虔诚的鹈鹕”，象征着耶稣的受难和圣体圣事。奥尔良领地的首任总督为威廉·C·C·克莱本，他在设计首个路易斯安那州州徽时便加入了鹈鹕的形象。而早在1912年州旗加入图案鹈鹕之前，鹈鹕就已经成为了路易斯安那州的象征。除此之外，母鹈鹕翼庇小鹈鹕的形状宛如百合花饰，亦是路易斯安那州的流行符号。

## 效忠宣誓
路易斯安那州于1981年立法通过了其效忠誓词，内容如下：
“我谨宣誓效忠路易斯安那州州旗及效忠所代表之联邦州：一个在上帝之下的州，人民在宗旨和理想上团结一致，坚信正义将惠及所有居住在这里的人。”

## 外部連結
- 官方网站
- 世界旗帜网（FOTW）的路易斯安那州州旗